# Tokkebi

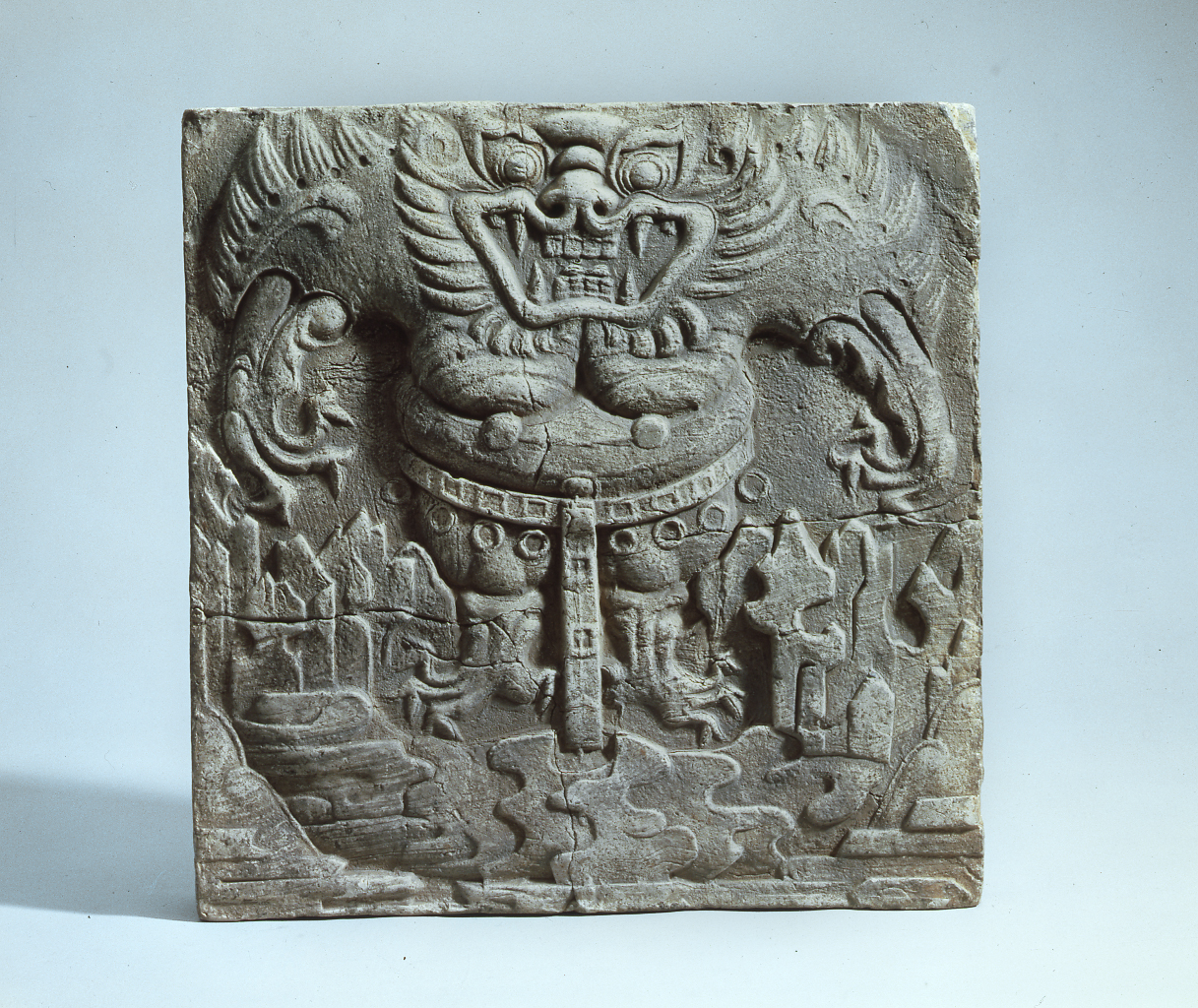
tokkebi (dokkaebi)ábrázolás

A tokkebi (hangul: 도깨비, RR: dokkaebi) egy tisztátalan, sokszor gonoszkodó lény, manó vagy démon a koreai mitológiában és népi hiedelemvilágban.  A küsin (gwisin)ek (귀신) csoportjába tartozik. A közfelfogás inkább ártalmatlannak tartja, előszeretettel hív ki embereket párbajra (씨름, ssirum (ssireum)), hagyományos koreai birkózás). Ábrázolása sokféle lehet, területenként változik. Egy leírás szerint „fején szarvat visel, szakálla vöröses, egészében zöldes színű, de voltaképp testetlen lény.”

## Jellemzői
A szarv és a rémisztő tekintet szinte mindig nélkülözhetetlen, legyen az az ábrázolás rajz, szobor, kő- vagy fafaragás. A hagyományos koreai cseréptetős (기와, kiva (giwa)) házak tetőgerincét is sokszor ilyen lényekkel díszítették. A koreai tudatnak még most is fontos részét képezi, az emberek nem feledkeztek meg erről a lényről, minden bizonnyal a szájhagyományban, gyerekmesékben való gyakori előfordulása miatt. Néha bunkósbot is lehet nála, ez az egyetlen eszköze az ábrázolásokon.
A középkori felfogás szerint a sötétség erőinek tulajdonságaival rendelkezik. Számos alfaja van a népi mitológiában és folklórban; nevei még: tokkakkü (dokkakgwi) (독각귀 „féllábú ördög”); hodzsu (heoju) (허주, „a sivatag ura”); umhogi (eumheogi) (음허기, „a sötétség és pusztaság szelleme”); mangnjang (mangyang) (망량). A közfelfogásban háztartási holmik, régóta használt eszközök, pl.: söprű, piszkavas, cserépedény egy darabja, szita, rongy stb. változnak át tokkebi (dokkaebi)vé. Az emberrel alapjában véve jó viszonyban van, de szereti a bolondját járatni vele. „Trickster”, azaz mitológiai tréfacsináló. Különösen nagy kedvvel akaszkodik rá a Kim családnevűekre, ezért gyakran a „Kim tanítómester” névvel illetik. Természetfeletti képességekkel is rendelkezik, zárt helységekbe, zárt edényekbe tud bejutni, a mocsarat síksággá tudja változtatni, át tud kelni parttalan tengeren, és láthatatlan képes lenni. A láthatatlanná váláshoz használhat egy speciális sapkát, ennek neve tokkebi kamthu (dokkaebi gamtu) (도깨비 감투).

## A művészetekben
A modern korban a Tokkaebi nevet viseli egy 1997-ben alakult koreai metálzenekar, bár az albumuk borítóján nem látható maga a lény. Egy élelmiszeripari cég viszont a szörny arcával reklámozza termékét. Tetoválásként is népszerű, az emberek stilizált, általában fekete vagy vörös tokkebi (dokkabei)fejeket tetováltatnak magukra. A dél-koreai labdarúgó-válogatott kabalája is ez a lény lett, „Vörös Ördög” néven. 2016-ban a tvN csatorna indított televíziós sorozatot Guardian: The Lonely and Great God címmel, melynek főszereplője egy tokkebi (dokkabei)vé vált Korjo (Goryeo)-kori tábornok.